# The Mansion
The Mansion – willa należąca do Ricka Rubina położona w Los Angeles, zbudowana w 1918. Po nagraniu w niej albumu Blood Sugar Sex Magik przez zespół Red Hot Chili Peppers, Rubin zdecydował o nagrywaniu wielu produkowanych przez siebie albumów w willi, np. Stadium Arcadium (Red Hot Chili Peppers), Out of Exile (Audioslave), De-Loused in the Comatorium (The Mars Volta), Minutes to Midnight (Linkin Park).
Od 1991 (nagranie Blood Sugar Sex Magik) grupa kilkakrotnie powracała do budynku w celu nagrania np. utworów "Fortune Faded" i "Save the Population" czy albumu Stadium Arcadium. The Mansion opisana i przedstawiona jest w DVD zespołu, Funky Monks (1991).
W willi nagrywali również tacy artyści jak Mick Jagger, David Bowie, Jimi Hendrix i The Beatles.
Istnieje znany mit, mowiący, że w latach 20. w budynku mieszkał Harry Houdini, jednak Corey Taylor zaprzeczył temu w swojej książce, pisząc, że w "The Mansion" nie mieszkał nikt pod nazwiskiem Houdini.

## Nagrania w The Mansion
| Zespół lub artysta    | Album i/lub piosenka                             | Lata nagrań |
| --------------------- | ------------------------------------------------ | ----------- |
| Red Hot Chili Peppers | Blood Sugar Sex Magik                            | 1991        |
| Marilyn Manson        | Holy Wood (In the Shadow of the Valley of Death) | 1999 - 2000 |
| American Head Charge  | The War of Art                                   | 2000 - 2001 |
| The Mars Volta        | De-Loused in the Comatorium                      | 2002 - 2003 |
| Red Hot Chili Peppers | "Fortune Faded" & "Save the Population"          | 2003        |
| Slipknot              | Vol. 3: (The Subliminal Verses)                  | 2003        |
| System of a Down      | Mezmerize & Hypnotize                            | 2004        |
| Ours                  | Dancing for the Death of an Imaginary Enemy      | 2005        |
| Red Hot Chili Peppers | Stadium Arcadium                                 | 2005        |
| Linkin Park           | Minutes to Midnight                              | 2006 - 2007 |
| Maroon 5              | It Won't Be Soon Before Long                     | 2006 - 2007 |
| LCD Soundsystem       | This Is Happening                                | 2009 - 2010 |